# دانیل کوئیلن
دانیل کوئیلن (انگلیسی: Daniel Quillen; ۲۲ ژوئن ۱۹۴۰ – ۳۰ آوریل ۲۰۱۱) ریاضی‌دان در زمینه توپولوژی اهل ایالات متحده آمریکا بود.
وی همچنین برندهٔ جوایزی همچون کمک‌هزینه گوگنهایم و مدال فیلدز شده‌است.